# Adolf Wallenberg
Adolf Wallenberg (Stargard, 10 november 1862 – Chicago, 10 april 1949) was een Duits internist en neuroloog.

## Levensloop
Hij werd geboren in Stargard in Pommeren, in de voormalige Duitse provincie Pommeren, als zoon van de districtsarts Samuel Wallenberg en als kleinzoon van de rabbijn. Op zesjarige leeftijd verliest hij reeds zijn vader. Samen met zijn drie broers krijgt hij gedegen onderwijs, ook op muzikaal vlak. Hij speelde viool met zijn broers Georg (cello, later wiskundige geworden) en Theodor (piano, later oogarts geworden). Op latere leeftijd speelde Wallenberg samen met zijn vriend Heinrich Lissauer uit Danzig. 
Hij studeerde aan de Ruprecht-Karls-Universiteit Heidelberg, waar hij onderwijs kreeg van Wilhelm Erb, en aan de Universiteit van Leipzig, waar hij onderwezen werd door Adolf Strümpell en Carl Wiegert. Aan de laatstgenoemde universiteit studeerde hij in 1886 af, met een thesis over poliomyelitis. Hij was assistent in het Städtisches Krankenhaus in Danzig tussen 1886 en 1888, waar hij zich uiteindelijk ook vestigde. Tussen 1907 en 1928 was hij de directeur van de afdeling Interne Geneeskunde van het desbetreffende ziekenhuis. Hij verkreeg de titel van hoogleraar in 1910.
In samenwerking met Ludwig Edinger beschreef hij de hersenen van vogels. Ook ging zijn interesse uit naar vissen en zoogdieren. Hij onderzocht de rol van het olfactorisch systeem in de beoordeling, herkenning en inname van voedsel. Samen met Edinger schreef Wallenberg de Fortschritte in der Anatomie des Nervensystems en de Jahresberichte über die Leistungen auf dem Gebiete der Anatomie des Zentralnervensystems.
In 1891 kreeg hij een trap van zijn koetspaard, waardoor hij een schedelbasisfractuur opliep, welke bij hem zorgde voor dubbelzien, reukverlies en, volgens hemzelf, ook tot een verandering van zijn karakter, sneller geïrriteerd en compulsief.
Tevens beschreef hij de klinische verschijnselen (1895) en de bevindingen bij autopsie (1901) van een occlusie van de arteria cerebelli posterior inferior (PICA). Het optreden van de symptomen bij een dergelijke infarcering wordt tegenwoordig dan ook het syndroom van Wallenberg genoemd, hoewel het syndroom reeds 85 jaar eerder werd beschreven door Gaspard Vieusseux.
Hij kreeg meerdere onderwijsstoelen in het buitenland aangeboden, maar hij bleef liever in zijn geboorteland. Gedurende de Eerste Wereldoorlog was hij medisch consulent voor het 17e Duitse leger. Tussen 1895 en 1915 schreef hij 47 medische artikelen en in 1929 ontving hij de medaille ter nagedachtenis aan Wilhelm Erb. Op 66-jarige leeftijd legde hij zijn functie als chef de clinique neer en legde hij zich geheel toe op het onderzoek. Ten tijde van de Duitse bezetting werd hij verplicht zijn carrière als arts in Danzig te staken. Hij wordt gedwongen te verhuizen naar een twee-onder-een-kapwoning en zijn neuroanatomische verzameling wordt ergens anders ondergebracht; de collectie blijkt na de oorlog verloren te zijn gegaan. Hoewel hij meerdere malen aanbiedingen om naar het buitenland te vertrekken had geweigerd, dwong zijn vrouw hem twee dagen voor de invasie van Danzig door Hitler met haar mee te gaan met de laatste trein richting Nederland, om naar Engeland te vluchten. Wallenberg vervolgde zijn wetenschappelijk onderzoek aan de neurologische kliniek verbonden in Oxford, waar hij samenwerkte met de neuroanatoom LeGros Clark. In 1943 kreeg hij een visum voor de Verenigde Staten en accepteerde hij een post in een psychiatrisch ziekenhuis nabij Chicago waar hij zich toelegde op het onderwijs. Hij werd erelid van de Neurologic Society of Chicago.
Wallenberg overleed op 86-jarige leeftijd aan een hartaanval. 